# Palácio Rio Negro
Palácio Rio Negro je palača v Petrópolisu, ki leži v goratem delu zvezne države Rio de Janeiro v Braziliji. Je ena od uradnih rezidenc brazilskega predsednika, ki se uporablja predvsem kot podeželsko zatočišče.

## Zgodovina
Leta 1889, tri mesece pred razglasitvijo republike, je Manoel Gomes de Carvalho, baron Rio Negro, od dedičev družine Klippel kupil parcelo, kjer bo zgradil svojo poletno rezidenco. Za načrtovanje palače je angažiral italijanskega arhitekta Antonia Jannuzzija, svojega prijatelja, in je bila dokončana leta 1889. De Carvalho se je leta 1894 preselil v Pariz in pustil stavbo prazno, februarja 1896 pa so palačo in sosednje stavbe prodali zvezni državi Rio de Janeiro, in je služila kot uradna rezidenca guvernerja države.
Leta 1903 je bila palača vključena v zvezno vlado in je postala uradna poletna rezidenca brazilskih predsednikov. Od takrat je palačo Rio Negro izkoristilo šestnajst predsednikov: Rodrigues Alves, Afonso Pena, Nilo Peçanha, Hermes da Fonseca, Wenceslau Brás, Epitácio Pessoa, Artur Bernardes, Washington Luiz, Getúlio Vargas, Gaspar Dutra, Café Filho, Juscelino Kubitschek, João Goulart, Costa e Silva, Fernando Henrique Cardoso in nazadnje [fLuiz Inácio Lula da Silva]].
V času upravljanja Hermesa da Fonseca je palača doživela svoj najsijajnejši trenutek, s poroko predsednika in Nair de Tefé – takrat slavne osebe zaradi svoje lepote, inteligence in karikatur, ki jih je objavila pod psevdonim Rian.
Predsednik Getúlio Vargas je bil pogost obiskovalec. V palači je ostal vsako poletje, v času svojega 18 let na položaju.
Palača je bila pogosteje uporabljena, ko je bilo mesto Rio de Janeiro prestolnica Brazilije. Od prenosa sedeža vlade v novoustanovljeno glavno mesto Brasilia leta 1960 se je uporaba palače Rio Negro močno zmanjšala. V 1970-ih in 1980-ih palača sploh ni bila uporabljena. Predsednik Fernando Henrique Cardoso je ponovno začel uporabljati palačo za kratke počitnice v 1990-ih. Danes se palača Rio Negro redko uporablja.

## Palača danes
Danes se lahko v palači ogleda predmete v dvoranah muzeja in galerije. To kljub temu, da je to tudi uradna poletna rezidenca brazilskega predsednika. Palača Rio Negro ima poleg galerije moderne umetnosti tudi muzej kovancev, veličastno hišo pa občasno uporabljajo tudi kot prostor za plesne in gledališke predstave. Na voljo so tudi zasebni ogledi, kjer se lahko podrobneje pouči zapletenosti dekorja in arhitekturnega oblikovanja.